# William Poulett (7e comte Poulett)
William John Lydston Poulett, 7e comte Poulett, né le 11 septembre 1883 et mort le 11 juillet 1918, est un aristocrate britannique.

## Biographie
Le titre de comte Poulett, de la pairie d'Angleterre, est créé en décembre 1706 par la reine Anne pour John Poulett, déjà baron et par la suite brièvement premier lord du Trésor dans le gouvernement tory de la reine. William Poulett (6e comte Poulett) et le père de William Poulett, est capitaine dans l'infanterie de l'Armée britannique, et participe en 1854 à une incursion militaire britannique en Afghanistan depuis Peshawar dans les Indes britanniques. Le 6e comte se marie trois fois ; il a un fils, également prénommé William, de son premier mariage, puis trois filles et un fils de son troisième mariage. William John Poulett est le second des quatre enfants issus de ce dernier mariage, et le seul fils. À la mort de leur père en 1899, le premier fils, né en 1849, dispute à son jeune demi-frère éponyme le titre de 7e comte Poulett. La comtesse Rosa Poulett, la troisième épouse du 6e comte, argue que cet enfant né en 1849 n'est pas le fils de son défunt mari, et la Commission des privilèges de la Chambre des lords lui donne raison en juillet 1905, reconnaissant à son unique fils William le titre de 7e comte.
William John Poulett est éduqué au collège de Cheltenham, qui prépare les jeunes hommes de la haute société à une carrière militaire ou dans l'administration des colonies de l'Empire britannique. En 1908 il épouse Sylvia Storey, choriste de comédie musicale et fille d'actrice. Durant l'époque édouardienne, il est courant que de jeunes aristocrates courtisent des gaiety girls, jeunes filles de bonnes familles qui dansent et chantent au Gaiety Theatre de Londres. Le couple aura un fils et une fille,.
Durant la Première Guerre mondiale, il est capitaine dans la Royal Horse Artillery, régiment d'artillerie en soutien à la cavalerie. Comme bien d'autres soldats, il meurt de l'épidémie de grippe de 1918, à l'âge de 34 ans ; il est inhumé au cimetière de l'église du village de Hinton St George, dans le Somerset. Membre héréditaire de la Chambre des lords, il est l'un des quarante-trois parlementaires britanniques morts durant la Guerre et commémorés par un mémorial à Westminster Hall, dans l'enceinte du palais de Westminster où siège le Parlement. Son fils George devient le 8e comte Poulett - et le dernier car, malgré trois mariages, il n'aura jamais d'enfant.